# Tần Hoài
Tần Hoài (tiếng Trung: 秦淮區, Hán Việt: Tần Hoài khu) là một quận của thành phố Nam Kinh (南京市), tỉnh Giang Tô, Cộng hòa Nhân dân Trung Hoa. Quận này có diện tích 22,34 km², dân số khoảng 300.000 người. Quận Tần Hoài có 5 nhai đạo. Quận lỵ đóng tại số 1 đường Tần Hồng Trong thời kỳ Trung Hoa Dân quốc, đây là quận 3 (khu Môn Đông) và quận 4 (khu Mông Tây).